# Narciso Doval
Narciso Horacio Doval (Buenos Aires, 4 de janeiro de 1944 — Buenos Aires, 12 de outubro de 1991) foi um futebolista argentino naturalizado brasileiro. Fez sucesso nos rivais Flamengo e Fluminense, sendo admirado por todas as torcidas cariocas. Os dois times que defendeu em seu país natal, San Lorenzo (com o qual é mais identificado na Argentina) e Huracán, curiosamente, também são rivais. Foi descrito como o "argentino mais carioca que existiu" - e, de fato, chegou a ser diplomado como cidadão carioca honorário. "Doval é para o Rio de Janeiro o que Pelé é para o Brasil" foi outro comentário, feito por Manolo Eppelbaum, compatriota que trabalhava como correspondente do jornal argentino Clarín no Brasil.
Fazia sucesso com o público masculino por seu futebol e, com o feminino, pela sua fisionomia de galã. No campo, dosava velocidade e potência em doses iguais, demonstrando também força, valentia, agressividade e fôlego: cansava seus marcadores intercalando piques com paradas em suas investidas pelo ataque, conseguindo assim passar pelas defesas ou cavar faltas para Zico ou Rivellino cobrarem. Oportunista, costumava também antecipar-se aos zagueiros, sendo ainda bom cabeceador. Enquanto atuava na Argentina, era tido como um jogador tão talentoso e extremamente hábil como também indisciplinado e nada responsável, tendo evoluído no autocuidado após vir ao futebol brasileiro, ainda que mantivesse personalidade forte.
Considerado não apenas um dos argentinos de maior sucesso no futebol brasileiro, mas também como um dos futebolistas estrangeiros em geral no Brasil: em 2001, dez anos após a sua morte, ficou em terceiro em uma votação da Placar promovida para eleger o melhor forasteiro do Campeonato Brasileiro de Futebol, atrás apenas de Elías Figueroa e Pedro Rocha. Com 31 gols, ele é o quarto maior artilheiro estrangeiro do torneio, estando atrás de Víctor Aristizábal, Rodolfo Fischer e Dejan Petković.
Doval, que também é o estrangeiro que mais gols fez pelo Flamengo (95), faleceu prematuramente, aos 47 anos, justamente quando festejava uma vitória deste seu ex-clube, em decorrência de um ataque cardíaco, a despeito de todos os cuidados que tomava em relação à sua saúde  - e que ele não deixara de manter mesmo após parar de jogar. A mesma causa já havia provocado também a morte de seu pai.
Em 2020, em um ranking elaborado por especialistas dos jornais O Globo e Extra, figurou na 26ª posição entre os maiores ídolos de futebol da história do Clube de Regatas do Flamengo, sendo um dos 4 estrangeiros presentes nesta lista.

## Carreira em clubes

### San Lorenzo

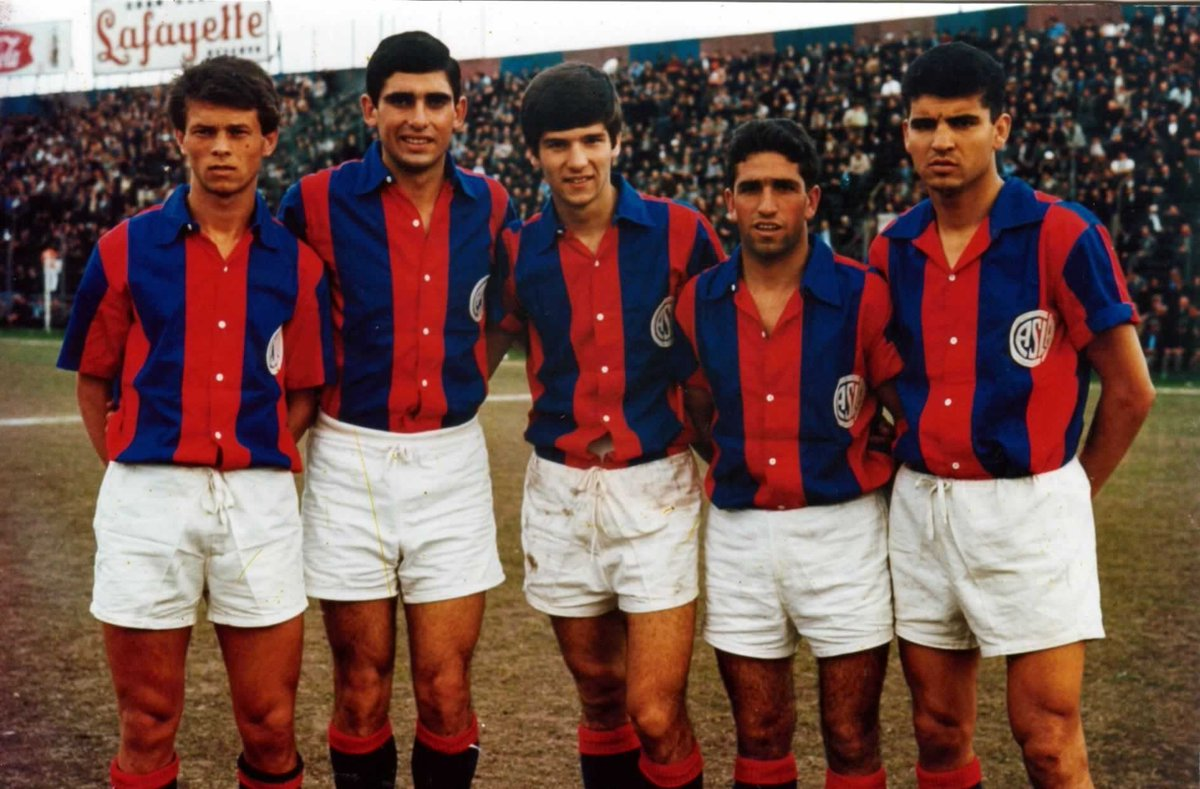
Los Carasucias, celebrada linha ofensiva do San Lorenzo nos anos 1960, lembrada pela juventude e irreverência. Da esquerda para a direita: Doval, Fernando Areán, Héctor Veira, Victorio Casa e Roberto Telch

Começou a carreira nos juvenis do clube. Fora levado pelo próprio vice-presidente da instituição na época; este o havia observado em uma pelada no bairro de Palermo, onde o garoto nascera e morava. Na ocasião, Doval estava jogando como goleiro por conta de um pé machucado, mas ainda assim se empolgou, driblou o time adversário e marcou um gol. Depois de dois anos nas categorias inferiores do San Lorenzo, já estava na equipe principal. Debutou em novembro de 1962, em derrota por 1 x 4 para o River Plate, atuando no ataque ao lado de um mito do clube, José Sanfilippo. No ano seguinte, jogou apenas três vezes, firmando-se no time titular somente em 1964.
Naquele 1964, a Associação do Futebol Argentino elaborou no início do ano a Copa Jorge Newbery, disputada por quatro dos cinco grandes do futebol argentino (o Independiente foi a exceção, pois na mesma época disputava a Taça Libertadores da América, da qual seria campeão) mais o Huracán e o Vélez Sarsfield. A competição foi criada devido à indefinição da realização do campeonato argentino, e finalizada justamente após definir-se o calendário do campeonato. O San Lorenzo, com mais pontos somados, foi declarado campeão.
Foi no minitorneio que o jovem ataque do San Lorenzo, formado por Doval juntamente com Fernando Nano Areán, Héctor Bambino Veira, Victorio Manco Casa e Roberto Oveja Telch, passou a ser bastante comentado na Argentina, desde o jogo inicial, contra o Racing. Doval, por sua vez, ficou conhecido como El Loco, e o conjunto, como Los Carasucias ("Os Cara-Sujas", expressão argentina para "moleques"  ), que notabilizou-se pela juventude e irreverência, fazendo referência ao elenco da Seleção Argentina campeão sul-americana de 1957, que tinha o mesmo apelido e semelhanças na técnica e tática. "Quando a gente sentia que o jogo estava fácil, assim na base de 3 x 0, começava a fazer diabruras com a bola. Dávamos verdadeiros shows", disse. Já no campeonato, o Ciclón conseguiria uma razoável quarta colocação. Nos anos seguintes, porém, os Carasucias, apesar de encantarem, ficaram apenas em oitavo em 1965 e em outro quarto lugar em 1966. Em 1967, o campeonato foi dividido em dois torneios distintos, Metropolitano e Nacional, e neles o CASLA também ficou longe do título (não se classificou para as semifinais do Metropolitano e ficou em quarto no Nacional).[carece de fontes?]
Ainda assim, Doval foi considerado um dos melhores atacantes argentinos em 1967, chegando neste ano à Seleção Argentina. Todavia, em uma viagem com o clube  (outras fontes afirmam que foi com a própria seleção ), teria assediado uma aeromoça junto com alguns colegas. Chegou a defender-se afirmando que todos haviam cometido o erro, mas só três, incluindo ele, teriam sido punidos. Desceu do avião preso pelo comandante. Há relatos de que ele seria inocente no caso, tendo assumido a culpa para proteger o verdadeiro culpado, um colega casado, que seria Rafael Albrecht. O incidente acabaria encurtando sua passagem nos azulgranas e na própria seleção, valendo-lhe uma suspensão de dez meses que inicialmente seria de apenas um. Segundo ele, acabou agravada "porque resolvi me defender, com a ajuda de um jornalista, e o caso cresceu muito na Argentina. O interventor da AFA começou a me chamar de moleque, em público". Doval então insinuou na televisão que este seria homossexual e acabou enfrentando também dois processos por difamação. Pesou contra ele também a turbulenta atmosfera política daquele momento, em que a Argentina era governada pelo ditador Juan Carlos Onganía, militar considerado dos mais autoritários e moralistas do país.

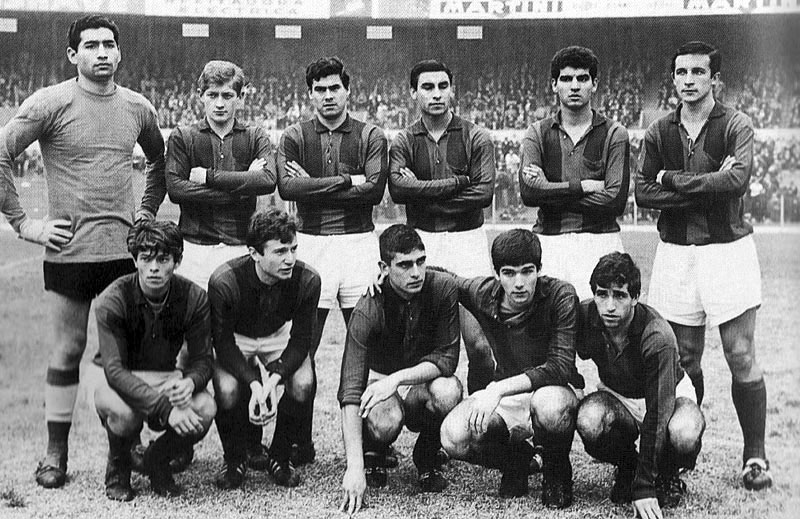
O elenco de 1965 do San Lorenzo. Doval, o primeiro agachado, foi o artilheiro do time naquele ano.

Sua suspensão, aos fins de 1967, revoltou o público argentino, que o tinha como ídolo, e por um tempo houve faixas e panfletos pedindo a sua volta. Ironicamente, Doval não pôde atuar na campanha cuerva no Metropolitano (que, apesar do nome, era o torneio mais valorizado) de 1968. Os Carasucias, então lembrados com admiração apesar da falta de resultados mais expressivos, transformaram-se ali em Los Matadores por conseguirem um feito inédito no país: naquela edição do torneio, tornaram-se a primeira equipe a sagrar-se campeã argentina profissional de forma invicta. Com isso, Doval ficaria conhecido como El Matador que no jugó ("o Matador que não jogou"). Quando o museu virtual do San Lorenzo relembrou os 45 anos da conquista, em 2013, ressaltou que "e como se fosse pouco, não pôde jogar este campeonato Doval (por suspensão)".
Naquele ano, voltou a tempo de disputar cinco partidas do torneio Nacional e marcou quatro gols. Apesar do título, o Ciclón e o Chacarita Juniors (o campeão do Nacional de 1968) não participaram da Taça Libertadores da América de 1969; o único time argentino naquela edição do torneio foi o Estudiantes, como campeão anterior.[carece de fontes?] Em 1969, Doval chegou a participar apenas da Copa Argentina  e de alguns jogos do Metropolitano antes de deixar o clube.
O técnico brasileiro Tim, já no Flamengo, havia sido treinador da equipe de Boedo no título de 1968. Fã de Doval, mesmo não podendo utilizá-lo, resolveu convidá-lo para jogar na nova equipe. Temeroso de que encerrassem sua carreira, Doval, que consideraria Tim o melhor treinador que teve, aceitou. Também sentia que o futebol argentino vinha ficando truncado, "cheio de milongas que enfeiam o espetáculo". Doval foi um dos numerosos argentinos a terem sido contratados por clubes do país vizinho a partir do final da década de 1960, estando valorizados pelas boas campanhas de clubes argentinos na Libertadores, cujo troféu ficou na Argentina em doze ocasiões no período de quatorze anos entre 1964 e 1978.
O San Lorenzo, que curiosamente não venceu nenhuma vez o torneio, mas que atravessava crise financeira, foi um dos que mais cederam jogadores: dentre os antigos colegas de El Loco, iriam ao Brasil José Sanfilippo (Bangu e Bahia), Carlos Buttice (America, Bahia e Corinthians), Héctor Veira (Corinthians) e Rodolfo Fischer (Botafogo e Vitória), além de outro sanlorencista com quem não chegaria a jogar, Oscar Ortiz (Grêmio).

### Chegada ao Flamengo

Doval e Fio Maravilha em 1971

O próprio Flamengo já contava com um argentino desde 1968, o goleiro Rogelio Domínguez. Mas foi no apartamento de outro goleiro argentino, Edgardo Andrada, do Vasco da Gama, que Doval passou seus primeiros dias no Rio de Janeiro. Seu sucesso individual não tardaria a chegar, embora os resultados do Flamengo decepcionassem: a Taça Rio de 1969 foi perdida em um Fla-Flu com o gol da derrota vindo a dez minutos do fim. O arquirrival confirmaria o título na Taça Guanabara, em que o Flamengo ficou em terceiro. No Torneio Roberto Gomes Pedrosa do ano, sua equipe ficou em último lugar em seu grupo. No Robertão seguinte, o Mengo saiu-se melhor, deixando de ir ao quadrangular final apenas pelos critérios de desempate, eliminado pelo arquirrival - e futuro campeão - Fluminense. Já no Estadual, Doval e o Flamengo levantaram a Taça Guanabara em um outro Fla-Flu. Porém, o título carioca acabaria ficando com o Vasco da Gama.[carece de fontes?]
A falta de títulos nos primeiros momentos, todavia, não o impedia de fazer juras de amor: "Jogar no Flamengo é simplesmente fascinante. Esta história de que a camisa do Flamengo corre sozinha, dribla e faz gols é mais que uma história, é uma verdade. (...) É gente que ganha jogo nas arquibancadas. Seu grito é grito de guerra, que empurra o jogador para frente. A torcida rubronegra é um milagre", declarou ainda em 1970. Foi neste ano, porém, que ele começou a sofrer sob o comando de um novo técnico, o ex-goleiro Yustrich, que queria que o argentino mudasse de posição. Doval não reclamava exatamente de ficar na ponta-direita, como pretendia Yustrich, e sim de ter de ficar preso nas funções táticas do treinador. Doval achava que deveria ir à linha de fundo, entrar pelo miolo da zaga para ser lançado e marcar gols, como fazia com sucesso. Yustrich queria que ele se transformasse em um mero centrador de bolas, no que teve resistência do gringo. "Yustrich está acabando com meu futebol", reclamou, quando afirmou que também sentia-se marginalizado por colegas protegidos pelo técnico.
Mais do que isso, Doval também não admitia que Yustrich lhe impusesse mudanças inclusive na forma de se trajar fora do clube; "Sempre gostei de andar na moda - usar cabelos compridos, calças justas e camisas coloridas. Mas agora eu não sou o mesmo. Implicam com a minha maneira de ser e impedem que faça meus gols", chegou a reclamar. O técnico se aproveitou da inconsequência deste para tachá-lo de louco e colocá-lo em desgraça.
No início de 1971, o gringo já andava meio esquecido na terra natal: a revista argentina El Gráfico levantou uma hipotética Seleção Argentina que reunisse os melhores jogadores do país que atuavam no exterior, e Doval não foi lembrado, mesmo com a matéria mencionando Roberto Perfumo e Agustín Cejas, que também atuavam no futebol brasileiro (por Cruzeiro e Santos, respectivamente). Doval queria permanecer no Flamengo, mas, não aguentando mais seu treinador, pediu que fosse emprestado; uma de suas cláusulas contratuais o liberaria do clube se ele não se sentisse bem, com a contrapartida do time ter o mesmo direito se ele não rendesse o esperado.
| “ | Ou o Yustrich vai embora ou eu vou. Espero que seja ele, porque gosto muito do Flamengo. (...) Ele não gosta de ídolos. Nos times que ele treina, só pode haver um ídolo: ele. De um jeito ou de outro, Yustrich está matando meu futebol. Seria bom que ele tivesse vindo falar comigo, para nos entendermos, acharmos uma maneira de não prejudicar suas táticas e eu não forçar minha maneira de jogar. Mas não, ele simplesmente me obriga a fazer tudo ao contrário do que eu gosto. (...) Com Yustrich, eu sou lateral-direito. Quando o Flamengo ataca, eu pareço mais o ponta-esquerda do adversário. (...) E não posso entrar pelo meio, porque ele diz que assim eu só atrapalho os pontas-de-lança. (...) Yustrich se mete na vida de todo mundo. Eu sei que ele não gosta do meu cabelo, das minhas roupas coloridas e do meu carro cor de laranja. E ninguém pode namorar | ” |

### Huracán
Esquecido na terra natal, Doval, ainda antes do fim do primeiro turno do Estadual de 1971 (encerrado em junho),[carece de fontes?] voltou à Argentina, acertando no decorrer de 1971 empréstimo com o Huracán  - justamente o arquirrival do San Lorenzo, seu antigo clube. Ali, voltou a atuar com outros ex-sanlorencistas, Héctor Veira (que teria lhe convencido a jogar ali[carece de fontes?]) e Alberto Rendo. O Globo reunia no plantel outros célebres nomes - Alfio Basile, Carlos Babington e Miguel Ángel Brindisi, três dos maiores ídolos do time, já estavam no elenco.
Apesar disso, a equipe do técnico César Luis Menotti (que seria o treinador da Argentina na vitoriosa Copa do Mundo de 1978) teve um ano de resultados irregulares. Ainda assim, ela desempenhou papel crucial na definição do Metropolitano de 1971: na última rodada, enfrentaram fora de casa o Vélez Sarsfield, líder do certame, com o outro concorrente ao título, o Independiente, um ponto atrás. O Vélez abriu o marcador e seus torcedores já antecipavam as comemorações.
Todavia, em um desempenho de Doval descrito pela mídia argentina como poucas vezes visto antes, os visitantes venceram de virada, inspirados por seu reforço: os gols da vitória saíram ambos a partir de rebotes de chutes a gol dele, que ainda acertou as traves adversárias outras duas vezes, recebendo uma nota 9 da revista El Gráfico. Paralelamente, o Independiente venceu seu jogo e sagrou-se campeão. A partida seria relembrada em 2009, às vésperas de novo jogo entre Huracán e Vélez, desta vez com ambos concorrendo pelo título.
A falta de regularidade do time de Parque Patricios naquele 1971, em que ficou em posição mediana na tabela tanto no Metropolitano (9º) quanto no Nacional (11º),[carece de fontes?] se fazia notar por alguns resultados: o time foi o único a vencer o próprio campeão Independiente em Avellaneda e em casa, mas, no clássico contra o San Lorenzo, perdeu de 1 x 5[carece de fontes?] - resultado que fez o arquirrival igualar a maior goleada do dérbi até então, marca que era exclusiva do Huracán desde o ano que Doval (que não atuou ) havia nascido. El Loco, no total, marcou apenas 6 vezes em 29 partidas como quemero.[carece de fontes?]
Porém, ainda que não tenha se tornado exatamente um ídolo, sua curta passagem ficou considerada como de grata recordação. Ela também rendeu, involuntariamente, um certo folclore no clássico contra o San Lorenzo: uma foto sua comemorando um gol com o amigo Héctor Veira pelo Huracán seria equivocadamente utilizada em 2005 na decoração do ônibus do CASLA.

### Volta ao Flamengo
Doval regressou ao Flamengo em 1972, já com Zagallo como treinador. Logo mostrou a que veio: no Estadual daquele ano, não só foi o artilheiro  como também marcou um dos gols do título, frente a 136.829 pessoas no Maracanã, em uma final de atmosfera especial: a decisão ocorrera em um feriado de 7 de setembro que marcava os 150 anos da Independência do Brasil. No primeiro semestre, o Flamengo sagrou-se campeão também do Torneio do Povo. Já no Campeonato Brasileiro de 1972, o time classificou-se para a segunda fase, caindo em seu grupo das quartas-de-final.[carece de fontes?] Além da campanha mediana, o time sofreu famosa goleada de 0 x 6 para o Botafogo - em dia em que Doval não jogou.
Um dos novos colegas era Zico, então no começo da carreira. Inicialmente, este costumava apenas substituir o argentino. Posteriormente, ambos formariam uma grande dupla, revezando-se ambos na posição de centroavante e ponta - a ponto de às vezes haver confusão alheia sobre quem havia marcado algum gol  -, completados por Geraldo, vindo de trás para completar para as redes. Mas, aos que lhe diziam que ajudara Zico quando este subiu para o time profissional, Doval admitia bem-humoradamente: "O Galo é que me dava conselhos, de tão profissional e dedicado que era. Eu jogava futebol como se disputasse uma pelada. Ele, não".
Em 1973, sentindo-se totalmente adaptado ao Brasil, Doval deu entrada no pedido de naturalização - curiosamente, na mesma época, o conterrâneo e antigo companheiro de apartamento Edgardo Andrada fez o mesmo. Naquele ano, ele participou do jogo em homenagem a Garrincha. No Estadual de 1973, ele e o Flamengo ergueram o primeiro turno, mas o título acabou ficando com o Fluminense, em final em que ele esteve de fora. No campeonato nacional, a equipe decepcionou, terminando em 24º na tabela agregada de 40 participantes.[carece de fontes?]
Em 1974, o campeonato brasileiro foi realizado no primeiro semestre. Os rubronegros tiveram uma boa campanha inicial, em que foram o segundo melhor time. Mas, na fase final, ficaram em terceiro no grupo que deu ao Cruzeiro e vaga na final - para piorar, o arquirrival Vasco da Gama bateria os mineiros na decisão. Um troco no rival viria a dois dias do natal daquele ano, na decisão do Carioca de 1974, conquistado sobre os cruzmaltinos - Doval, todavia, ficou outra vez de fora do jogo decisivo.[carece de fontes?] Naquele ano, ele recebeu proposta para jogar no Racing Strasbourg, da França. Apesar da insistência europeia, Doval, para as graças da torcida flamenguista, negou justificando-se: "Que França que nada. Minha vida está no Rio. Eu sou carioca. Como poderia viver em uma cidade onde faz tanto frio?".
1975 começa já com nova edição do Campeonato Carioca. O Flamengo vai mal, com o título sendo decidido em uma fase final que reunia justamente seus três rivais, que haviam vencido um turno cada um. Já no campeonato nacional, o cenário foi similar ao do ano anterior: o Flamengo foi a melhor equipe de seu grupo na fase inicial. Na segunda fase de grupos, conseguiu nova classificação. O Mengo veio a sucumbir na terceira fase de grupos.[carece de fontes?] Um empate, em casa, contra o concorrente direto Santa Cruz, daria vaga nas semifinais. Surpreendentemente, os pernambucanos, em pleno Maracanã, venceriam por 3 x 1, no que é tido como uma das maiores decepções do estádio. Foi justamente esta a última partida de Doval pelo Flamengo. Entrou no decorrer do jogo, pedido pela torcida, já com a equipe nordestina na dianteira do placar. Ele chegou a empatar momentaneamente, mas seu gol foi invalidado.

### Fluminense
Buscando fortalecer o Fluminense, seu então presidente, Francisco Horta, propôs trocas com o Flamengo: os tricolores Toninho Baiano, Roberto e Zé Roberto iriam para a Gávea, enquanto os rubronegros Doval, Rodrigues Neto e Renato, para as Laranjeiras. Os dirigentes do Flamengo, julgando Doval velho (ele já possuía mais de 30 anos de idade), aceitaram. Ele retrucou: "Só no Brasil um jogador de 30 anos ou pouco mais é considerado velho. Será que não me veem em campo, correndo, brigando, fazendo gols?". Não tardou a responder tal questionamento: em seus primeiros 27 jogos no novo clube, marcaria 19 vezes.
Embora a torcida do Flamengo em geral tenha ficado mais irritada com os dirigentes do clube do que com Doval pela troca - um dos torcedores mais ilustres, o músico Jorge Ben Jor, teria inclusive composto a música "Troca-Troca" para expressar sua indignação com a direção flamenguista  -, não deixara de lhe insultar nos estádios. Em um certo Fla-Flu, ele imaginava estar ouvindo os rubronegros gritarem por Tinteiro, lateral flamenguista que vinha perdendo todas as disputas com ele. Intrigado, perguntou a Zico o porquê daquela preferência, no que foi respondido: "Não é o Tinteiro que estão gritando. É 'chincheiro' (maconheiro) e é com você mesmo". Comparou em 1976 sua vivência nos dois arquirrivais: "O Flamengo é mais raça, garra, a torcida empurra o time. O Fluminense é mais técnica, futebol-alegria.".
Doval não demoraria em tornar-se grande destaque e ídolo mesmo em um elenco que já reunia grandes nomes (naquele ano, também chegaria ao plantel tricolor Dirceu e, na equipe que já reunia Rivellino, Marco Antônio, Carlos Alberto Pintinho, Carlos Alberto Torres, Manfrini, Gil e Paulo Cézar Caju, despontaria Edinho ), conjunto este que, após um início ruim pela falta de entrosamento, logo ficou conhecido como Máquina Tricolor, considerada como um dos maiores esquadrões da história do futebol brasileiro. Na final do Campeonato Carioca daquele 1976 - que, embalado pelo troca-troca, bateu recordes de público, com média de 91.140 por partida  -, o argentino marcou o gol do título (assim como em 1972) a dois minutos do fim da prorrogação, contra o Vasco da Gama. Ele, que havia entrado em campo machucado, subiu mais que Abel e Mazarópi em um cruzamento de Rivellino na área vascaína para marcar de cabeça. Foi o último de seus 20 gols naquela edição do torneio, em que terminou como artilheiro, também a exemplo de quatro anos antes. "Hoje, afirmo sem medo de errar, estou na melhor fase de minha carreira. E o futebol jogado pelo Fluminense enche a vista de qualquer torcedor, seja de que clube for", declarou naquele ano.
Outras alegrias daquele 1976 foram contra equipes europeias: o Bayern Munique, campeão europeu e intercontinental daquele ano,[carece de fontes?] foi batido em um Maracanã lotado, e, no Torneio de Paris, o Fluminense venceu por 3 x 1 um combinado europeu que reunia os então vice-campeões mundiais Wim Suurbier, Willem van Hanegem, Rob Rensenbrink e o romeno Dudu Georgescu, maior goleador europeu do período. O Fluminense também chegou perto do título do Campeonato Brasileiro daquele ano, edição em que Doval chegou mais perto de conquistar: sua equipe conseguiu chegar nas semifinais, onde foi parada pelo Corinthians, em pleno Maracanã, na famosa invasão corintiana. A eliminação veio nos pênaltis. Doval foi o único tricolor a acertar a sua cobrança; Rodrigues Neto e Carlos Alberto Torres perderam. Seria avaliado pela Placar como o melhor centroavante da competição, sendo premiado com a sua única Bola de Prata.[carece de fontes?] Naquele ano, em que terminou como o maior artilheiro do clube na temporada, com 50 gols, ele também obteve a cidadania brasileira.
Doval manteve o ritmo individual no ano seguinte, logo provocando boatos de uma retroca com o Flamengo - especulou-se que ele e Dirceu seriam trocados por Luisinho Lemos, mas Doval permaneceu no Flu. Naquele 1977, o adversário Abel, do Vasco, comentou sobre os atacantes do Rio com quem não se "podia bobear". Mencionou Nilson Dias, o próprio Luisinho Lemos e Zico, "mas o pior de todos eles é o Doval", julgado como o "atacante mais perigoso do Rio" pelo beque. "Com ele, não tem essa de bola perdida. Além do mais, o gringo é a malícia em pessoa, um cara provocador. No jogo contra o Fluminense, ele chegou em mim e foi logo dizendo: 'Vamos ver quem é que dá a primeira hoje'. E o danado arrepiou: na primeira bola que dividi com ele, levei um toco".
Ainda assim, a eliminação frente ao Corinthians acabou por marcar a despedida da Máquina Tricolor. Em 1977, a única conquista seria não-oficial: o Fluminense venceu o tradicional torneio amistoso Teresa Herrera, com Feyenoord e Dukla Praga vencidos ambos com gols dele. Pois, no Campeonato Carioca e no Campeonato Brasileiro, a equipe decepcionou: no Estadual, o Vasco da Gama venceu os dois turnos;[carece de fontes?] no Nacional, já pela segunda fase de grupos, o Tricolor ficou em quarto em um grupo de cinco times que fornecia três vagas para a terceira fase, em chave que reunia, além do Botafogo, os menos tradicionais Botafogo de Ribeirão Preto, CSA e Operário de Campo Grande. Além do Operário, os classificados foram os dois Botafogos - com o paulista, do jovem Sócrates, classificando-se em confronto direto pela vaga contra o Flu, no Rio de Janeiro, após empate sem gols.[carece de fontes?]
Doval deixaria o Fluminense em 1978, em meio a uma crise no clube, novamente eliminado na segunda fase do campeonato nacional, disputado no primeiro semestre (ficou em quinto lugar em grupo que concedeu a Sport e Santa Cruz as duas vagas para as quartas-de-final).[carece de fontes?] O Tricolor, que no Estadual viu outra vez um rival vencer os dois turnos (desta vez, o Flamengo),[carece de fontes?] demoraria a se recuperar; "Sem Doval, seu ataque praticamente não existe", comentou-se naquele ano.

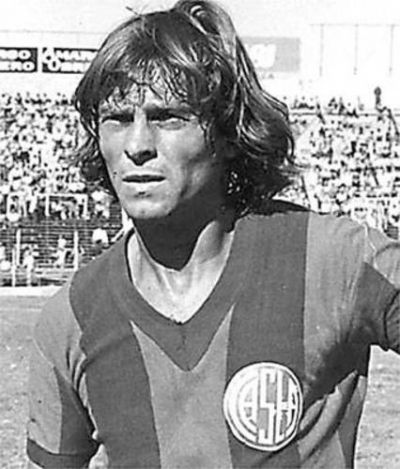
Em sua volta ao San Lorenzo, já veterano

### Pós-Rio
Perambulou pela Argentina, acertando em 1979, depois de dez anos, uma volta ao San Lorenzo, ficando apenas naquele ano. O treinador era Carlos Bilardo, futuro técnico campeão com a Argentina na Copa do Mundo de 1986. Naquele momento, porém, o time, que em campo ficou longe das primeiras colocações,[carece de fontes?] enfrentava grande crise institucional: no mesmo ano, o clube, por causa das dívidas, teria de vender as também estrelas Jorge Olguín e Claudio Marangoni, além do seu tradicional estádio Gasómetro, deixando o bairro de Boedo depois de sessenta anos. Dois anos depois, o Ciclón se tornaria o primeiro grande time argentino a sofrer o rebaixamento para a segunda divisão. Doval já não estava nos cuervos: fizera seu último jogo pelo CASLA ainda em 1979, totalizando em suas duas passagens 112 partidas e 40 gols, dois deles no clássico contra o Huracán.
Encerrou a carreira nos Estados Unidos. No Cleveland Cobras, atuou ao lado de dois brasileiros: Rildo e Ivair. Jogou também no New York United, onde chegou aos play-offs decisivos da American Soccer League, segunda divisão do futebol estadunidense.

## Seleção
Doval chegou à Seleção Argentina como um dos Carasucias do San Lorenzo. Foi em 1967 e ele atuou como titular na partida, realizada em 15 de agosto em Santiago. A escalação argentina foi José Miguel Marín (Vélez Sarsfield); Eduardo Luján Manera (Estudiantes de La Plata), Andrés Bertolotti (Quilmes), Roberto Rogel (Gimnasia y Esgrima La Plata) e Nelson López (Banfield); Carlos Pachamé (Estudiantes), Sebastián Viberti (Huracán) e Mario Pardo (Gimnasia); Doval, Omar Wehbe (Vélez) e Juan Carlos Carone (Vélez). Destes, apenas Viberti e Carone já haviam defendido a seleção anteriormente. Doval era o único ali vindo de um clube grande.
A escalação chilena, cujo técnico era o argentino Alejandro Scopelli, foi Juan Olivares (Santiago Wanderers), Humberto Cruz (Colo-Colo), Hugo Berly (Audax Italiano), Roberto Hodge (Universidad de Chile) e Alberto Quintano (Universidad de Chile), Ignacio Prieto (Universidad Católica, depois substituído por Francisco Valdés, do Colo-Colo), Eduardo Herrera (Santiago Wanderers) e Leonel Sánchez (Universidad de Chile), Pedro Araya (Universidad de Chile), Carlos Reynoso (Audax Italiano, depois substituído por Osvaldo Castro, do Unión La Calera) e Alberto Fouilloux (Universidad Católica). O Chile venceu por 1-0, gol de Araya aos 9 minutos, no primeiro jogo que a Argentina fez após o Sul-Americano do ano.[carece de fontes?]
Após aquela partida, a seleção partiu em excursão ao México e à Europa, continente em que enfrentou apenas clubes locais, não seleções. Assim, Doval ainda defendeu a seleção outras quatro vezes. Nessas partidas não-oficiais, atuou na Espanha contra o Málaga (2-2, em 27 de agosto, sendo substituído por Enzo Gennoni) e contra o Espanyol (derrota de 2-1 em 29 de agosto, jogando os 90 minutos); e na Itália contra a Fiorentina, em 1-1 em 31 de agosto (jogando os 90 minutos), e contra o Lecce, em 0-0 em 3 de setembro (quando entrou no decorrer da partida no lugar de Rodolfo Fischer). Marcou um gol nessas partidas, sobre a Fiorentina do goleiro Enrico Albertosi, do meia Giancarlo De Sisti e do atacante brasileiro Amarildo,[carece de fontes?] três dos dez maiores jogadores da a equipe violeta - que na temporada 1968-69 obteria seu segundo e último título italiano.
Doval não teria novas oportunidades em razão de seu escândalo com a aeromoça e consequente suspensão, ocorridos no final daquele ano; há fontes de que o incidente teria ocorrido justamente em uma viagem com a seleção, para o que seria então a sua segunda partida por ela. A própria mídia da terra natal o esqueceu: no início de 1971, ainda antes do Flamengo emprestá-lo ao Huracán, a revista El Gráfico lembrou-se de Roberto Perfumo (Cruzeiro) e Agustín Cejas (Santos) em uma matéria sobre uma hipotética seleção de argentinos no exterior, mas não de Doval.
Em 1977, a um ano da Copa do Mundo a ser realizada em seu país, declarou: "Com o futebol que aprimorei no Rio, tenho vaga fácil na Seleção Argentina. Apenas não me querem lá. Poderia jogar fácil em 1974, na Alemanha, mas não me quiseram. Fui tachado de indisciplinado - e fim. O que posso fazer?"  De fato, a Copa do Mundo de 1974 fora a primeira em que a Argentina convocou atletas que jogavam fora do país,[carece de fontes?] o que até anos antes era proibido pelo seu sindicato de jogadores; e um dos seis argentinos "estrangeiros" chamados ao mundial de 1974 atuava no Brasil: o cruzeirense Perfumo.[carece de fontes?] Além disso, o primeiro argentino do exterior convocado pela selecionado, em 1972, não só jogava no Brasil como o fazia no mesmo Rio de Janeiro de Doval: Rodolfo Fischer, do Botafogo, e ex-colega seu no San Lorenzo, jogou nove vezes naquele ano pela Albiceleste.
Doval, o artilheiro do Fluminense em 1976, foi, por motivos óbvios, justamente o único jogador titular dali que ficou de fora da Seleção Brasileira, que naquele mesmo ano chamou dez colegas seus da Máquina Tricolor, praticamente um time inteiro: Félix, Miguel, Edinho, Carlos Alberto Torres, Rodrigues Neto, Carlos Alberto Pintinho, Paulo Cézar Caju, Gil, Dirceu e Rivellino. A seleção que o gringo defendeu naquele ano foi a da FIFA, em dois amistosos contra os brasileiros. No primeiro deles, atuou ao lado de Johan Cruijff e marcou um gol, na derrota por 1 x 2. Também saiu derrotado no segundo, por 1 x 3. Atuou um total de três vezes pelo Resto do Mundo: já o havia defendido em 1973, também contra a Seleção Brasileira, na partida que marcou a despedida de Garrincha pelo Brasil (que também venceu ali, por 2 x 1).[carece de fontes?] Doval também realizou alguns jogos pela Seleção Carioca. Em 1977, enfrentou o Real Madrid pela seleção da América do Sul, em amistoso festivo pelo aniversário da Descoberta da América por Cristóvão Colombo, em derrota por 0 x 2 em Caracas.
A tabela abaixo resume as aparições dele pela Argentina:
| #     | Data                  | Competição           | Local                                | Adversário | Placar | Gols(s) |
| ----- | --------------------- | -------------------- | ------------------------------------ | ---------- | ------ | ------- |
| 1     | 15 de agosto de 1967  | Amistoso             | Estádio Nacional de Chile (Santiago) | Chile      | 0–1    | 0       |
| 2     | 27 de agosto de 1967  | Amistoso não-oficial | La Rosaleda (Málaga)                 | Málaga     | 2–2    | 0       |
| 3     | 29 de agosto de 1967  | Amistoso não-oficial | La Rosaleda (Málaga)                 | Espanyol   | 1–2    | 0       |
| 4     | 31 de agosto de 1967  | Amistoso não-oficial | Communale Firenze (Florença)         | Fiorentina | 1–1    | 1       |
| 5     | 3 de setembro de 1967 | Amistoso não-oficial | Via del Mare (Lecce)                 | Lecce      | 0–0    | 0       |
| Total | Total                 | Total                | Total                                | Total      | Total  | 1       |

## Vida pessoal
Nas concentrações, ele, que viveu no Brasil sem familiares, costumava ficar sozinho no quarto "para ler muito e ficar por dentro das coisas que acontecem no mundo". Mas chegou a fugir dela algumas vezes para ir a alguma praia carioca, uma grande paixão, tendo inclusive declarado certa vez que não se via jogando no Vasco da Gama justamente porque tal clube "fica longe da praia". Pouco após ter sido artilheiro do Carioca de 1976 (com 20 gols), brincou: "se for contar os que marquei nesta temporada na praia, passo dos sessenta até agora!", emendando com "brigava com o Yustrich porque ele não queria que eu fosse à praia (...). Para mim, o importante é viver (...) Basta eu parar de fazer gols para que a maré boa chegue ao fim. O futebol é isso, não me iludo. Por isso, vivo cada momento, vivo a vida". Apaixonado pelo Rio de Janeiro, também declarou que só iria embora, enquanto jogador, se fosse para o exterior; "O Rio é uma cidade eternamente em festa", antecipou já em 1970.
Seu jeito brincalhão escondia um profissional comprometido com o trabalho. "Treino duro, não brinco na hora do trabalho. E, quando entro em campo, não gosto de perder. Se fiz dezenove gols até agora (recém-chegado ao Fluminense), foi porque me cuidei, me empenhei nos treinos", disse ainda em 1976. Em 1977, reafirmou sua preocupação com o físico e a saúde: "Chego na praia por volta do meio-dia. Jogo duas, três partidas de voleibol, outras tantas de futevôlei. Caminho na praia o dia todo. Não fumo, não bebo, durmo cedo. Não foi por acaso que fui o maior artilheiro do Fluminense ano passado". O vôlei que jogava na praia era praticado com profissionais deste esporte, o que ajudava a fortalecer suas pernas e a aperfeiçoar a impulsão e estabilidade no terreno. Cuidava da alimentação e não costumava frequentar casas ou festas noturnas. No Flamengo, foi considerado um dos atletas melhor preparados fisicamente no clube, tendo sofrido, em seis anos passados na Gávea, apenas uma distensão - e causada por uma pancada. No Fluminense, quando se machucava, costumava revelar preocupação com o tratamento que chegava a espantar os médicos, querendo saber cada etapa de sua recuperação, e por vezes procurando-os mesmo sem necessidade. Mesmo aposentado, continuou a manter a forma, praticando tênis diariamente, e também aulas de ginástica.
Sua beleza - chamava a atenção pelos longos cabelos loiros, os olhos azuis e seu jeito simpático e descontraído - já o havia feito, na Argentina, ser manequim de uma casa de modas masculinas  e posar para capas de revista. No Brasil, ela despertou também convites para trabalhar em telenovelas. "Não dá não. As propostas não me agradaram e também não tenho tempo para isso. Meu caso é garantir o prestígio que, sem esperar, adquiri com a torcida. Sei que sou ídolo e não posso decepcionar os torcedores. Às vezes, tenho medo. Medo de errar e decepcionar a torcida". Zico, seu colega no Flamengo, conheceu sua futura esposa, Sandra, justamente porque esta ia com amigas à Gávea para suspirar pelo argentino. Ele andava na companhia dos compositores Marcos e Paulo Sérgio Valle, no que as garotas chamavam de "trio colírio".
Naturalizado em 1976, Doval de fato se considerava brasileiro; no ano seguinte, chegou a comentar, sobre a influência crescente das ideias europeias no futebol do Brasil, que "Nós, brasileiros, não temos de imitar os europeus. Nosso futebol é e sempre foi superior ao deles - eles é que têm de nos imitar, afinal, fomos nós que ganhamos três Copas (...). O jogador brasileiro tem de continuar malicioso". Chegou a ser um dos torcedores que viajaram à Espanha para torcer de perto pelo Brasil na Copa do Mundo de 1982. Após parar de jogar, continuou a pessoa irrequieta e desbocada, além de convicto solteiro namorador e assíduo frequentador de Ipanema. "Doval viveu a cidade, morou em Copacabana e Ipanema e deve ter tido umas 54 namoradas por aqui. (...) Foi um sujeito extraordinário", recordou o correspondente argentino no Brasil Manolo Eppelbaum, o mesmo que afirmou que "Doval é para o Rio de Janeiro o que Pelé é para o Brasil".
A boemia, que controlava para não lhe atrapalhar como jogador (sua disposição, quando tinha 32 anos, era descrita como a de um principiante), também não lhe comprometia na administração de seu dinheiro; não tinha problemas financeiros, aproveitando bem os contratos que tinha feito, chegando a ter terreno em Palma de Mallorca. Mesmo em sua infância na Argentina, onde fora garoto de classe média  - criou-se no bairro nobre de Palermo e estudou em um colégio salesiano  -, não teve maiores dificuldades econômicas, a despeito de ter ficado órfão cedo - o pai, um galego que possuía um restaurante, morrera do coração, e a mãe, de câncer. Também possuía imóveis em Ipanema e, em Buenos Aires, no bairro fino de Belgrano, chegando a ter também uma loja de artigos masculinos na cidade natal e a fazer aplicações em ações no Banco do Brasil. Economizava tanto o dinheiro, cuidado que ele redobrou após o escândalo que atravessou na Argentina, que chegou a ser rotulado de avarento por colegas.

## Morte
Doval morreu em 12 de outubro de 1991, após sofrer uma parada cardíaca, tal qual seu pai, pouco depois de sair de uma discoteca em Buenos Aires, a New York City, ainda aos 47 anos. Ele tinha ido lá com a delegação do Flamengo para festejar a vitória sobre o Estudiantes de La Plata pela Supercopa Libertadores. Doval continuara ligado ao ex-clube na década de 1980, passando-lhe como espião informações de alguns adversários enfrentados na Taça Libertadores da América. No dia de sua morte, havia ressaltado seu amor pelo time, ao visitar a delegação no hotel em que estava hospedada. Na comemoração pós-jogo, teria apenas bebido champanhe antes de sofrer um mal súbito; outros relatos apontaram que Doval divertiu-se a noite toda sem ter ingerido álcool algum.
Héctor Veira, que fora seu colega no San Lorenzo e no Huracán, lamentou em 1999: "Andava sempre com Doval. Por Deus, como sinto sua falta... passamos tantos anos juntos que... quando morreu, foi um golpe duríssimo". Fernando Areán, outro Carasucia, disse que "morreu porque tinha um grande cansaço". Alberto Rendo, com quem também convivera nas duas equipes, afirmaria no velório que "se havia uma lista de cem pessoas que deveriam morrer, ele era o 101". Certos fãs flamenguistas e tricolores continuam a celebrá-lo, realizando missas em sua homenagem a cada aniversário da morte do ídolo.

## Títulos
San Lorenzo
- Campeonato Argentino: 1968

Flamengo
- Campeonato Carioca: 1972, 1974
- Taça Guanabara: 1970, 1972, 1973
- Torneio do Povo: 1972

Fluminense
- Campeonato Carioca: 1976
- Torneio de Paris: 1976
- Torneio Viña del Mar: 1976
- Troféu Teresa Herrera: 1977

### Prêmios individuais
- Artilheiro do Campeonato Carioca: 1972 (16 gols) e 1976 (20 gols)[53]
- Artilheiro do Torneio do Povo de 1972: 2 gols
- Bola de Prata: 1976 (melhor centroavante)[carece de fontes?]